# Josef Richard Neugebauer
Josef Richard Neugebauer byl český, německy mluvící židovský architekt. Umělecky působil se svým bratrem Franzem Hubertem Neugebauerem.